# Ферешть (Марамуреш)
Ферешть, Ферешті (рум. Ferești) — село у повіті Марамуреш в Румунії. Входить до складу комуни Джулешть.
Село розташоване на відстані 411 км на північний захід від Бухареста, 33 км на північний схід від Бая-Маре, 120 км на північ від Клуж-Напоки.

## Населення
За даними перепису населення 2002 року у селі проживали 493 особи, усі — румуни. Усі жителі села рідною мовою назвали румунську.